# Municipio de Oxkutzcab
El Municipio de Oxkutzcab es uno de los 106 municipios del estado mexicano de Yucatán. Su cabecera municipal es la localidad homónima Oxkutzcab. Por su producción frutícola y particularmente citrícola, se le conoce como La huerta de Yucatán.

## Toponimia
El nombre del municipio, Oxkutzcab, tiene varios significados en lengua maya entre ellos esta «ramón, tabaco (y) miel», por derivar de los vocablos «óox», ramón (árbol forrajero), «k'úuts», tabaco, y «kaab» , miel. También «Lugar tres veces fundado».

## Colindancias
Limita con Tekax al sureste; con Akil al noreste; con Ticul al norte; con Santa Elena al noroeste y con el estado de Campeche al oeste, particularmente con el municipio de Hopelchén.

## Datos históricos
- Antes de la conquista de Yucatán la región perteneció al cacicazgo de los Tutul xiúes, dentro de la jurisdicción de Maní.
- Fue de las primeras regiones visitadas y dominadas por los conquistadores que venían de Campeche, en su ruta hacia el norte de la península de Yucatán en donde fueron encontrando mayor resistencia de los habitantes  mayas.
- 1548: Los frailes franciscanos Luis Villalpando y Melchor de Benavente se establecen en Oxkutzcab e inician la labor de evangelización.
- Durante la colonia, bajo el régimen de la encomienda, estuvo a cargo de Hernando Muñoz Zapata en 1577
- Posteriormente la región fue encargada sucesivamente a: Juana y Francisca de la Parra, María de Solís Castillo y Cano y María Nieves Bermejo y Solís, con 346 indios, a partir de 1735.
- Perteneció al partido de Sierra Alta desde 1825.
- 1847 y 1848: El territorio municipal fue escenario de frecuentes y sangrientos combates durante la Guerra de Castas. En esa época fueron las huestes de Jacinto Pat las que dominaron la zona.
- Se erigió como municipio libre en 1918 después de la promulgación de la Ley Orgánica de los Municipio, en el gobierno de Salvador Alvarado.

## Economía
La región es famosa por su producción citrícola. El cultivo de la naranja, mandarina, la toronja y el limón ha sido la base de la economía municipal. Otras frutas como el mamey, el saramuyo, el aguacate, mangos y plátanos. También se ha caracterizado por su cultivo del tabaco y su producción apícola. Es una de las zonas más fértiles del estado de Yucatán y su clima se beneficia por la cercanía de la sierrita.

## Atractivos turísticos
- Exconvento de San Francisco de Asís construido en el siglo XVIII
- Ermita de la Virgen del Pilar del siglo XVII.
- Capilla de San Esteban del siglo XIX
- El casco de la hacienda de la Tabi, siglo XIX.
- Las  Grutas de Loltún
- Importantes yacimientos arqueológicos que son parte de la región Puuc: Sayil, Labná, Xlapac, Kom, Kiuic, Oxkutzcab y Sabacché.

### Fiestas populares
- Primeras dos semanas de diciembre se lleva a cabo laFeria de la Naranja.

Alrededor de la plaza principal de la cabecera municipal se instalan comercios y se organizan bailes populares, vaquerías y corridas de toros.